# Département de l'Ouest (Saint-Domingue)
1797–1804
Entités précédentes :
- Colonie de Saint-Domingue

Entités suivantes :
- Haïti (département de l’Ouest)

Le département de l’Ouest est un ancien département français situé dans la colonie de Saint-Domingue, qui a existé de 1797 à 1802. Son chef-lieu était Port-Républicain (actuel Port-au-Prince).

## Histoire
Avant d'être organisé en départements en 1797, l'île de Saint-Domingue est partagée en deux, la partie occidentale qui est une colonie française, et la partie orientale colonie espagnole.
La partie française est organisée par l'ordonnance royale du 29 mars 1713 en trois gouvernements, dont celui de l’Ouest. Ces gouvernements sont organisés définitivement par l'ordonnance du 20 décembre 1776. Chaque gouvernement est divisé en quartiers et en paroisses.
Au début de la Révolution, les gouvernements sont appelés provinces.
Le département de  l’Ouest est créé par la loi du 4 brumaire an VI (25 octobre 1797), contenant la division du territoire des colonies occidentales, qui divise l'île de Saint-Domingue en cinq départements.
Le département est maintenu bien que non cité par la Constitution du 22 frimaire an VIII (13 décembre 1799) qui établit le Consulat.
Par la loi du 24 messidor an IX (13 juillet 1801) portant division du territoire de la colonie française de Saint-Domingue émanant de l'Assemblée Centrale de Saint-Domingue réuni par Toussaint Louverture, l'île était divisée en six départements. Le département de l’Ouest est maintenu, mais en perdant une partie du sud du département au profit du nouveau département de Louverture.
À la suite de la conquête de l'île par les troupes du général Leclerc au nom du Premier Consul, le territoire de la partie française de Saint-Domingue est divisé par l'arrêté du 2 messidor an 10 (21 juin 1802) en trois départements. Le département de l’Ouest est rétabli dans les limites de la province de l’Ouest d'avant 1797 avec sa tête un sous-préfet colonial.
Le 30 thermidor an 10 (18 août 1802) un autre arrêté décide que département de  l’Ouest prend le nom de département de l’Artibonite et que la partie ci-devant espagnole s'appellera à l'avenir partie EST et que la  partie ci-devant française s'appellera à l'avenir partie OUEST avec chacune un préfet colonial à sa tête.
Le département de l’Ouest après l'indépendance d'Haïti est maintenu, au début sous le nom de division dès le 14 février 1804, puis la constitution de la République d'Haïti du 27 décembre 1806 rétablit le terme de département dans les limites de la loi du 24 messidor an IX (13 juillet 1801).

## Territoire

### Province de l’Ouest
Le gouvernement de l’Ouest est organisé par l'ordonnance royale du 20 décembre 1713.

#### Organisation territoriale
L'ordonnance royale du 20 décembre 1779 divise le gouvernement de l’Ouest dont le chef-lieu est Port-au-Prince en 6 quartiers et 17 paroisses :
- Quartier du Môle-Saint-Nicolas, formé de 4 paroisses:

Jean-Rabel, Le Môle-Saint-Nicolas, Bombarde, Port-à-Piment.
- Quartier de Saint Marc, formé de 4 paroisses:

Gonaïves, Petite-Rivière, Les Verettes, Saint-Marc.
- Quartier de Mirebalais, formé de 1 paroisse:

Mirebalais.
- Quartier de Port-au-Prince, formé de 3 paroisses:

Arcahaie, Croix-des-Bouquets, Port-au-Prince.
- Quartier de Léogâne, formé de 2 paroisses:

Léogâne, Grand-Goâve.
- Quartier de Jacmel, formé de 3 paroisses:

Cayes-de-Jacmel, Baynet, Jacmel.

### Département de 1797
Le département est formé de la province de l’Ouest de l'ancienne partie française de Saint-Domingue et de la partie ouest du quartier ou partido d’Azua de l'ancienne partie espagnole de Saint-Domingue.
Le département créé par la loi du 4 brumaire an VI (25 octobre 1797) est délimité comme suit : « Le  département  de l'Ouest ira depuis et compris le Lamentin jusqu'à la pointe de  Pedernale,  continuant  la côte  jusqu'à  l'embouchure de la rivière de Niaso, remontant  la dite rivière jusqu'à sa source,  côtoyant  la montagne  Déserte,  qui sera laissée à droite,  suivant le chemin jusqu'à la source de la rivière  d'Yac,  continuant le  chemin de Santo-Domingo à Saint-Thomé,  de là à Saint-Jean de Goave, Hinche, l'Attalaya et la baie des Gonaïves. Saint Thomé se trouvera compris dans ce département. ».
Le département est mis en place sur le territoire de la partie française uniquement, car malgré ’traité de Bâle (22 juillet 1795)', entre la France et l'Espagne qui cède la partie espagnole à la France, ce territoire reste sous l'autorité de l'Espagne jusqu'en février 1800.
La mise en place a bien eu lieu comme le confirme un arrêté de l'agence particulière du Directoire exécutif à Saint-Domingue du 26 pluviôse an VII - 14 février 1799 réglant un litige de frontière entre les départements de l'Ouest et du Sud lié à la loi du 4 brumaire an VI.
En fait les cantons d'Azua, Banica, San-Juan ne furent pas créés ainsi que l'arrondissement du tribunal correctionnel de San-Juan, ainsi que celui de Saint-Thomé qui était formé d'une cité qui n'existait plus.

#### Organisation territoriale
Le département est divisé en treize cantons, à savoir : 
- L'Arcahaye, Azua, Banica, Croix-des-Bouquets, Les Gonaïves, Île-de-la-Gonâve, Mirebalais, Petite-Rivière, Le Port-Républicain (ci-devant Port-au-Prince), San-Juan, Saint-Marc, Saint-Thomé (cité n’existant plus à cette date), Les Verrettes,

#### Organisation judiciaire
Le tribunal civil du département siège au Cap-Républicain.
Il est divisé en trois tribunaux correctionnels : 
- Port-Républicain, Saint-Marc, San-Juan.

Leurs ressorts respectifs sont les suivants :
- Le tribunal correctionnel de Port-Républicain comprend les cantons L'Arcahaye, La Croix-des-Bouquets, Île-de-Gonâve, Mirebalais, Port-Républicain (ex Port-aux-Princes) et  les diverses peuplades ou habitations, hattes ou corails de la partie ci-devant espagnole réunie à la France, qui avoisinent  le Port-Républicain, et ne sont pas attribués à d'autres tribunaux.

- Le tribunal correctionnel de San-Juan reprend la partie occidentale du partido d'Azua comprend les cantons de Azua, San-Tomé (cité n’existant plus), San-Juan.

- Le tribunal correctionnel de Saint-Marc comprend les cantons de Banica, Les Gonaïves, Les Verrettes, Petite-Rivière, Saint-Marc.

### Département de 1801
Le département est formé de la rive gauche du fleuve Artibonite de la province de l’Ouest de l'ancienne partie française de Saint-Domingue et de la partie ouest du quartier ou partido d’Azua de l'ancienne partie espagnole de Saint-Domingue. La rive droite forme une partie du nouveau département de Louverture.
Le département créé par Toussaint Louverture par la loi du 24 messidor an IX (13 juillet 1801) est délimité comme suit : « La limite de ce département est à l’ouest, celle qui lui est commune avec le département du Sud ; elle suit au sud la côte depuis l’embouchure de la grande rivière des Côtes de Fer jusqu'à la rivière de Neybe, qu’elle remonte jusqu'à la rencontre d’une petite rivière à l’ouest de San Juan de la Maguana ; elle suit cette petite rivière jusqu’aux montagnes, d’où elle  parcourt une ligne sud et nord jusqu’à la rivière de l’Artibonite, près de Banica ; elle descend cette rivière jusqu'à l’embouchure, et de ce point suit le développement de la côte de l’Ouest jusqu’au pont de Mirâgoâne. »
.

#### Organisation territoriale
Le département est divisé en 24 paroisses, à savoir : 
- Le Petit-Goave, Le Grand-Goave, Léogane, Le Port-Républicain, La Croix-des-Bouquets, l'Arcahaye, Saint-Marc (à l’exception de ce qui se trouve compris dans le département de Louverture), Les Verrettes, le Mirebalais, Les Grands-Bois, Neybe, Les Cayes-Jacmel (y compris le Sale-trou jusqu’aux Anses à Pitre), Jacmel, Baynet.

Les paroisses sont regroupées en 6 arrondissements militaires, à savoir: 
- Le Port-Républicain, Léogane, Jacmel, Neybe, Mirebalais, Saint-Marc.

#### Organisation judiciaire
Le département est divisé en trois tribunaux de 1re instance : 
- Le Port-Républicain, Léogane.

Leurs ressorts respectifs sont les suivants :
- Le tribunal du Port-Républicain comprend les paroisses de l’Arcahaye, Le Port-Républicain, La Croix-des-Bouquets, Le Mirebalais, et Les Grands-Bois.

- Le tribunal de Léogane comprend les paroisses de Léogane, Le Grand-Goave, Le Petit-Goave.

### Département de 1802
Le département mis en place par le général Leclerc correspond à la province de l’Ouest d'avant 1797Il prend le nom de département de l’Artibonite à la suite de l’arrêté du 30 thermidor an X - 21 juin 1802.  

#### Organisation territoriale
Le département est divisé en 4 quartiers et 15 communes (ex paroisses d'avant 1797).
- Le quartier de Saint-Marc réunit 4 communes :

Gonaïves, Petite Rivière, Les Verettes, Saint-Marc.
- Le quartier de Port-Républicain réunit 5 communes :

Mirebalais, L'Arcahaye, La Croix des Bouquets, Port Républicain, Isle de Gonâve. 
- Le quartier de Léogane réunissait 3 communes :

Léogane, Le Grand-Goave, Le Petit-Goave. 
- Le quartier de Jacmel réunit 3 communes :

Les Cayes-de-Jacmel, Baynet, Jacmel. 

#### Organisation judiciaire
Le département est divisé en trois tribunaux de 1re instance : 
- Saint-Marc, Port-républicain, Jacmel.

Leurs ressorts respectifs sont les suivants :
- Le tribunal de Saint-Marc comprend les paroisses de Saint-Marc, Les Gonaïves, quartier d’Henery (Ennery), La Petite-Rivière-de-l’Artibonite, Les Verrettes.

- Le tribunal du Port-Républicain comprend les paroisses de Port-Républicain, Le Mirebalais, La croix-des-Bouquets, L’Arcahaye, l’île-de-la-Gonâve, Léogâne, Le Grand-Goâve, Le Petit-Goâve.

- Le tribunal de Jacmel comprend les paroisses de Jacmel, Baynet, Les Cayes-de-Jacmel, Le Marigot.